# Liste der denkmalgeschützten Objekte in Eben im Pongau
Die Liste der denkmalgeschützten Objekte in Eben im Pongau enthält die 5 denkmalgeschützten, unbeweglichen Objekte der Gemeinde Eben im Pongau.

## Denkmäler
| Foto |                 | Denkmal                                                                   | Standort                                                                    | Beschreibung | Metadaten |
| ---- | --------------- | ------------------------------------------------------------------------- | --------------------------------------------------------------------------- | --- | --- |
| ja   | Datei hochladen | Aufnahmsgebäude Eben im Pongau HERIS-ID: 27387 Objekt-ID: 23909           | Hauptstraße 43 Standort KG: Eben im Pongau                                  | Das Aufnahmsgebäude des Bahnhofs ist ein zweigeschoßiger Bau mit Satteldach. Es wurde gemeinsam mit der Bahnstrecke 1875 in Betrieb genommen. | BDA-Hist.: Q106835491 Status: Bescheid Stand der BDA-Liste: 2025-06-30 Name: Aufnahmsgebäude Eben im Pongau GstNr.: .53 Aufnahmsgebäude Bahnhof Eben im Pongau    |
| ja   | Datei hochladen | Friedhofskapelle, Totenkapelle HERIS-ID: 27391 Objekt-ID: 23915           | Standort KG: Eben im Pongau                                                 | Die Totenkapelle in der Nordostecke des Friedhofs ist ein Rundbau aus den Jahren 1948 bis 1951. | BDA-Hist.: Q37910877 Status: § 2a Stand der BDA-Liste: 2025-06-30 Name: Friedhofskapelle, Totenkapelle GstNr.: 494/18 Cemetery chapel, Eben im Pongau             |
| ja   | Datei hochladen | Kath. Pfarrkirche hl. Maria HERIS-ID: 27392 Objekt-ID: 23916              | Hauptstraße 68, bei Standort KG: Eben im Pongau                             | Die etwas erhöht am westlichen Ortsrand stehende Saalkirche mit einem Südturm wurde von 1948 bis 1951 erbaut. In der Apsis ist ein Kruzifix aus der Zeit um 1870 zu sehen; die übrige Inneneinrichtung entstand um 1960. | BDA-Hist.: Q37910894 Status: § 2a Stand der BDA-Liste: 2025-06-30 Name: Kath. Pfarrkirche hl. Maria GstNr.: .123 Pfarrkirche hl. Maria, Eben im Pongau            |
| ja   | Datei hochladen | Ehem. Bauernhof, Gasthofgut; Raststation HERIS-ID: 27374 Objekt-ID: 23894 | Gewerbegebiet Gasthof Nord 23 (Raststätte-Nord) Standort KG: Gasthof        | Die 1074 urkundlich erwähnte Urbarpropstei des Stifts Admont war ab 1556 salzburgisch. Seit dieser Zeit ist es ein privat bewirtschafteter Gasthof, heute fungiert er auch als Autobahnraststätte. Es handelt sich um ein weitgehend geschlossenes barockes Ensemble aus Gutshaus, Hauskapelle, Getreidekasten (als eigenes Objekt geschützt), Ställen, Backofen und Badhaus. Zum Anwesen gehört auch das Naturdenkmal Lindengruppe (NDM 140). | BDA-Hist.: Q16830435 Status: Bescheid Stand der BDA-Liste: 2025-06-30 Name: Ehem. Bauernhof, Gasthofgut; Raststation GstNr.: .4 Ansitz Gasthofgut, Eben im Pongau |
| ja   | Datei hochladen | Fürstenkasten; Tauernstraßenmuseum HERIS-ID: 52787 Objekt-ID: 60434       | Gewerbegebiet Gasthof Nord 23 (Raststätte-Nord), neben Standort KG: Gasthof | Der Schüttkasten des Gasthofgutes blieb als Zehentstadel fürsterzbischöflich, ab 1806 kaiserlich (der Hofkammer unterstellt). Der massive Steinbau zeigt gemalte Wappen (unter anderem von Erzbischof Colloredo), die Jahreszahlen, eine Sonnenuhr und eine Rötelskizze Blutmännlein. | BDA-Hist.: Q55112333 Status: Bescheid Stand der BDA-Liste: 2025-06-30 Name: Fürstenkasten; Tauernstraßenmuseum GstNr.: .1 Fürstenkasten, Eben im Pongau           |